# Eriofil
Eriofil (Eriophyllum Cass.) – rodzaj roślin z rodziny astrowatych. Obejmuje 14 gatunków. Większość występuje w zachodniej części Ameryki Północnej, na obszarze od północno-zachodniego Meksyku po Kolumbię Brytyjską, ale jeden gatunek (E. ambrosiodes) występuje także w północnym i środkowym Chile oraz na Archipelagu Juan Fernández. 
Rośliny te zasiedlają rozmaite formacje od brzegów morskich, poprzez chaparral, formacje trawiaste, po lasy, piętro alpejskie w górach i pustynie. Niektóre gatunki uprawiane są jako ozdobne, w tym eriofil darniowy E. lanatum.
Naukowa nazwa rodzajowa utworzona została z greckich słów erion znaczącego wełna i phyllon znaczącego liść.

## Morfologia

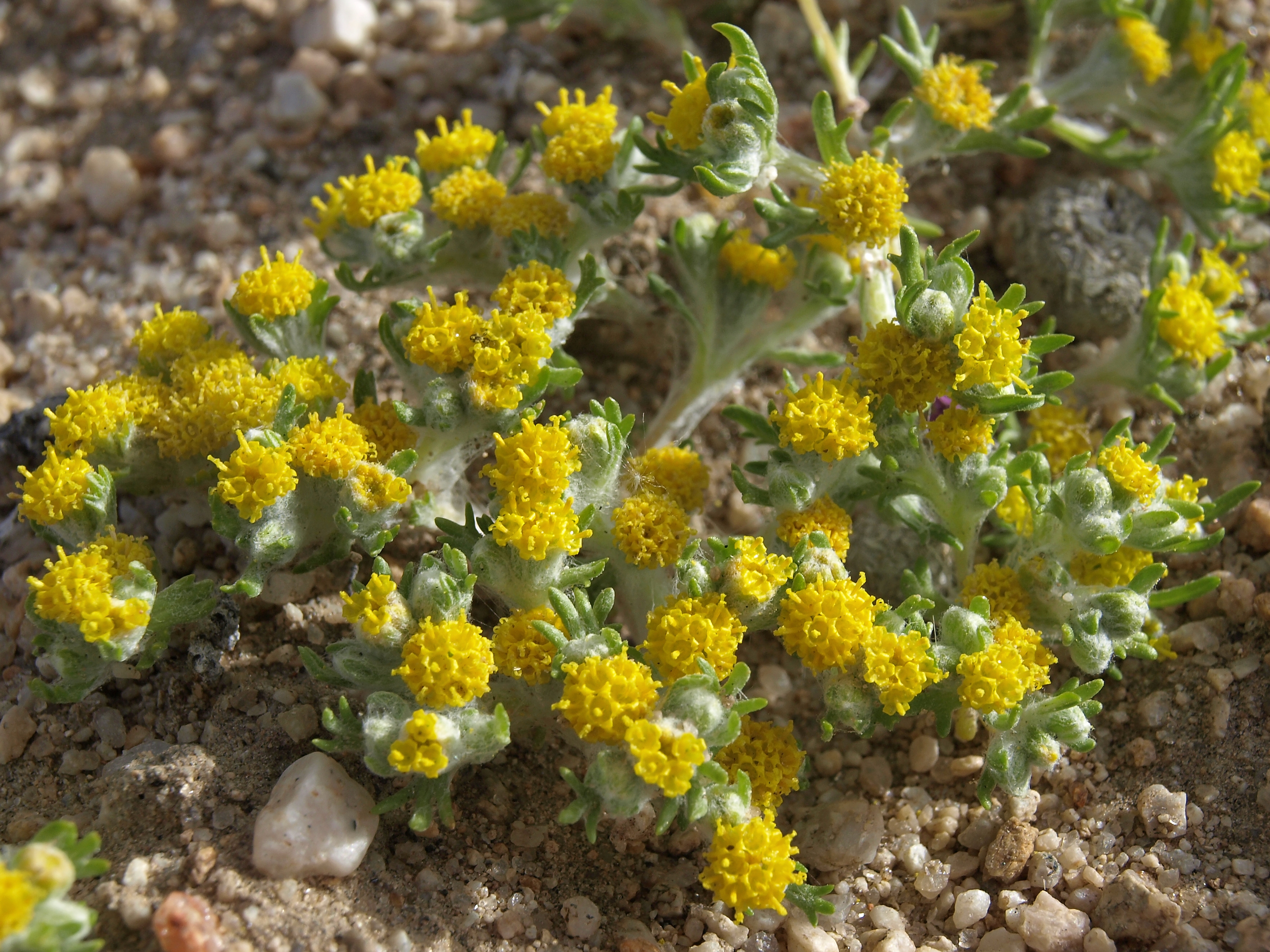
Eriophyllum pringlei

PokrójZielne rośliny jednoroczne i byliny oraz półkrzewy i krzewy osiągające 2 m wysokości. Pędy wzniesione lub płożące i podnoszące się na końcach, rozgałęzione u nasady, na szczycie lub na całej długości.
LiścieSkrętoległe, równowąskie do jajowatych lub rombowatych w zarysie, całobrzegie (u roślin rocznych), ząbkowane do pierzastodzielnych (pojedynczo lub podwójnie), nagie lub owłosione, rzadko lub gęsto, siedzące lub ogonkowe.
KwiatyZebrane w koszyczki, a te zwykle w luźne lub gęste wierzchotkowate lub wiechowate kwiatostany złożone. Okrywy są półkuliste do walcowatych, o średnicy od 3 do kilkunastu mm, z jednym, rzadziej dwoma rzędami listków, często gęsto owłosionymi. Dno koszyczka płaskie lub wypukłe, nagie, gładkie lub dołkowane. Brzeżne kwiaty języczkowe występują w liczbie od 4 do 15 (czasem brak ich zupełnie), są żeńskie i płodne, mają barwę żółtą lub białą, na końcach języczki są całobrzegie lub płytko trójklapowe. We wnętrzu koszyczka występują zawsze żółte (cytrynowe do złocistych) kwiaty rurkowe. Są one obupłciowe i także płodne, jest ich od kilku do 300. Ich korona w dole tworzy krótką rurkę, wyżej rozszerza się lejkowato, zwieńczona jest 5 trójkątnymi łatkami.
OwoceNiełupki równowąsko-maczugowate do pryzmatycznych, obłe lub 4–5-kanciaste, czarne, nagie lub z rzadka owłosione. Puchu kielichowego brak lub wykształcony w postaci kilku postrzępionych łusek.

## Systematyka
Pozycja systematyczna
Rodzaj z rodziny astrowatych (Asteraceae), podrodziny Asteroideae i plemienia Madieae.
Wykaz gatunków
- Eriophyllum ambiguum A.Gray
- Eriophyllum ambrosiodes (Lag.) Kuntze
- Eriophyllum confertiflorum (DC.) A.Gray
- Eriophyllum congdonii Brandegee
- Eriophyllum jepsonii Greene
- Eriophyllum lanatum (Pursh) J.Forbes – eriofil darniowy
- Eriophyllum lanosum (A.Gray) A.Gray
- Eriophyllum latilobum Rydb.
- Eriophyllum mohavense Jeps.
- Eriophyllum multicaule A.Gray
- Eriophyllum nubigenum Greene ex A.Gray
- Eriophyllum pringlei A.Gray
- Eriophyllum staechadifolium Lag.
- Eriophyllum wallacei A.Gray

## Zastosowanie i uprawa
Rośliny bywają uprawiane jako ozdobne w ogrodach bylinowych lub na dużych skalniakach. Wymagają stanowisk nasłonecznionych i suchych, z podłożem przepuszczalnym, mineralnym. Rozmnażane są za pomocą nasion lub przez podział kęp i przez sadzonki.